# 490 aC
El 490 aC va ser un any del calendari romà pre-julià. A l'Imperi Romà es coneixia com l'Any del Consolat de Camerí i Flavus (o també any 264 ab urbe condita). La denominació 490 aC per a aquest any s'ha emprat des de l'edat mitjana, quan el calendari Anno Domini va ser el mètode prevalent a Europa per a anomenar els anys.

## Esdeveniments

### Grècia
- Jònia s'havia rebel·lat contra Pèrsia en l'anomenada Revolta Jònica (499 aC), i Atenes i Erètria van enviar ajuda als rebels. Com a resultat, Darios I el Gran es marca l'objectiu de castigar Erètria durant la seva invasió de Grècia. Un exèrcit dirigit per Datis i Artafernes van assetjar la ciutat durant sis dies, la van ocupar i la van arrasar totalment i els seus habitants portats a Pèrsia on el rei Darios els va permetre establir-se i els va perdonar la vida.[2]
- 12 de setembre. A la batalla de Marató un exèrcit persa de més de 20.000 homes s'enfronta a l'exèrcit grec format per 11.000 homes sota les ordres de Cal·límac i Milcíades. Al final de la batalla moren 6.400 perses mentre que entre els grecs només es van comptar 192 baixes.[3]
- Abans de la batalla de Marató, els atenencs van enviar un hemeròdrom (corredor), anomenat Fidipides, a sol·licitar ajuda d'Esparta. Tanmateix, els espartans demoren l'enviament de tropes a Marató, ja que les convencions religioses indiquen que han d'esperar a la lluna plena per iniciar una guerra.[4]
- D'acord amb una tradició molt més tardana, després de la batalla de Marató, Fidipides, va córrer els 40 quilòmetres que separaven Marató d'Atenes per portar la notícia de la victòria.[5]
- Cleòmenes I, es veu obligat a fugir d'Esparta quan el seu complot contra Demarat (dut a terme el 491 aC, on, entre altres coses havia falsificat les declaracions de l'oracle) es descobreix, però els espartans el permeten tornar quan s'inicia la formació d'un exèrcit en els territoris circumdants.[6]

### República Romana
- Quint Sulpici Camerí Cornut i Espuri Larci Flavus són elegits cònsols a Roma. Els dos cònsols van formar part de l'ambaixada de cinc membres enviada per intercedir davant de Coriolà quan aquest, amb els volscs, s'acostava a Roma.[7]

## Naixements
- Fídies, escultor grec. (mort en el 432 aC) (data probable).[8]
- Zenó d'Elea, filòsof grec (mort en el 430 aC).[9]

## Necrològiques
- Cal·límac, general atenenc i polemarc va dirigir l'ala dreta de l'exèrcit atenenc a la Batalla de Marató, on va morir.[10]
- Hípies, que havia estat tirà d'Atenes, i ara és aliat dels perses, mor a Lemnos, en el viatge de retorn a Sardes després de la derrota persa.[11]
- Cleòmenes I. Acusat de bogeria va ser reclòs a la seva residència, on va subornar a un ilota que li va donar un ganivet. Se'l va clavar i va morir. Heròdot diu que la seva bogeria li va venir de beure massa alcohol, i diu que altres pensaven que era un càstig per la seva falsificació de l'oracle, i uns altres per la guerra que havia fet contra Argos, on va matar a sis mil ciutadans argius i va donar lloc a la revolta dels gimnets.[12]